# Cowboys (Film)
Cowboys ist ein Filmdrama von Anna Kerrigan, das Teilnehmern des Tribeca Film Festivals ab 15. April 2020 online erstmals zur Verfügung gestellt wurde.

## Handlung
Troy ist mit seinem 10-jährigen Kind in der Berglandschaft von Montana unterwegs. Joe wurde in dem Körper eines Mädchens geboren und von seiner Mutter Sally so erzogen, ist aber ein Junge. Nachdem er Joe Westernkleidung gekauft hat, wie sie richtige Männer tragen, und sie sich den weißen Hengst seines Freundes Robert ausgeliehen haben, weil sein Truck den Geist aufgegeben hat, sind die beiden in freier Wildbahn unterwegs, campen unter dem Sternenhimmel und essen kalte Bohnen, wie es Cowboys nunmal so tun. Für Joe ist das alles ein großes Abenteuer.
Sally hat mittlerweile das Verschwinden von Joe bemerkt, ist wegen deren Aufenthaltsort in Panik geraten und meldet den Vorfall der Polizei. Allerdings versäumt sie es zu erwähnen, dass Joe sich die Haare kurz geschnitten hat und sich als Junge identifiziert, denn sie kann sich mit dieser Tatsache einfach nicht abfinden. Detective Faith Erickson erfährt hiervon, als sie ein Foto von Joe am Armaturenbrett von Troys verlassenem Truck findet.

## Produktion

### Stab und Aufbau
Regie führte Anna Kerrigan, die auch das Drehbuch schrieb. Es handelt sich nach Five Days Gone um ihren zweiten Langfilm, bei dem sie Regie führte. Auch wenn Kerrigan die Menschen in Montana liebte, wo sie ab ihrem 15. Lebensjahr mit ihrer Familie lebte, hatte sie mitbekommen, wie religiös und äußerst homophob die Leute und auch einige ihrer Freunde dort waren. Als Erwachsene, eine liberale Kreative mit vielen LGBTQ-Freunden, sei es für sie schwierig gewesen, ihre Liebe zu einem Ort und diesen Menschen, die so gegen die LGBTQ-Community waren, in Einklang zu bringen. Dieser Konflikt sie der Auslöser für ihren Film Cowboys gewesen.
Über die erhofften Wirkung ihres Films sagte Kerrigan: „Ich möchte, dass Menschen aus dem gesamten politischen Spektrum unabhängig von ihren Vorurteilen mit dem Vater und dem Sohn im Zentrum dieses Films in Beziehung stehen. Ich denke, letztendlich ist es ein Film über Familie, Toleranz und das Problem, ein Außenseiter zu sein. Jeder fühlt sich manchmal wie ein Außenseiter, so dass hoffentlich jeder in der Lage sein wird, sich auf die beiden im Zentrum stehenden Charaktere zu beziehen.“
In Rückblenden erfährt der Zuschauer, dass Joe als Mädchen geboren wurde und seine sture Mutter Sally es gerne so halten wollte, indem sie ihn zwang, Kleider zu tragen und mit Puppen zu spielen, und davon erzählte, wie Peggy Lee ihr selbst als Vorbild diente. In der zentralen Szene des Films erklärt Joe: „I'm not a tomboy. A tomboy's just another type of girl, but I'm not a girl.“ („Ich bin kein Tomboy. Ein Tomboy ist nur eine andere Art von Mädchen, aber ich bin kein Mädchen.“) So will Joe seinem Vater erklären, warum er keine Kleider mehr tragen kann und ergänzt: „Manchmal denke ich, Aliens haben mich als Scherz in diesen Mädchenkörper gesteckt. Ich bin im falschen Körper, OK? Ich bin ein Junge.“

### Besetzung und Dreharbeiten

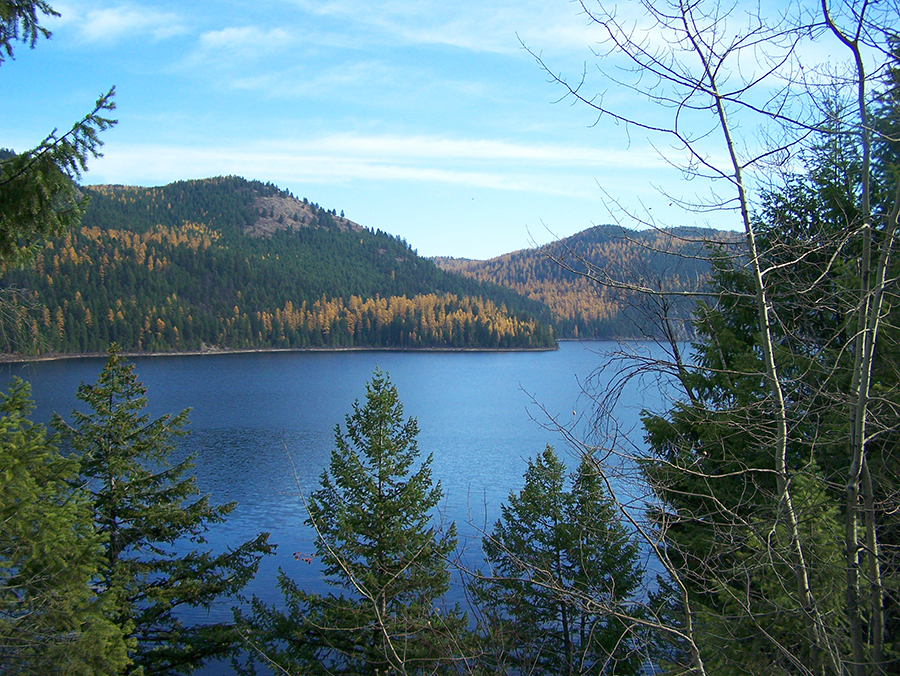
Zu einem großen Teil wurde der Film im Flathead National Forest gedreht

Steve Zahn spielt Troy und Jillian Bell seine Frau Sally. Für Sasha Knight, der ihren Transsohn Joe spielt, ist es nach Maybe Shower die zweite Filmrolle. Für die Suche nach einem nicht-binären Trans-Kind, was neben den generellen Schwierigkeiten, Kinderdarsteller zu finden, eine zusätzliche besondere Herausforderung war, hatte Kerrigan mit Casting-Director Eyde Belasco zusammengearbeitet, der Knight schließlich über seine Kontakte zu Transgender-Selbsthilfegruppen und Sommercamps und die Verbindung zu Eltern von Transgender-Kindern fand.
Ann Dowd übernahm die Rolle von Detective Faith Erickson, A.J. Slaght spielt Sallys Neffen und Chris Coy den Schwager Jerry. Gary Farmer ist in der Rolle von Troys Kumpel Robert Spottedbird zu sehen.
Die Dreharbeiten fanden im Westen des US-Bundesstaates Montana statt und wurden im Herbst
2019 beendet. Zu den Drehorten zählen der Flathead National Forest und der Glacier Park mit dem Grant-Gletscher. Kerrigan, die als Teenager in Montana lebte und besonders die Natur lieben lernte, sagt über den Drehort: „Insbesondere der Glacier National Park ist so schön, dass es fast weh tut. Die Bäche, Wasserfälle, die Berge, die Bäume, die Luft, die Tierwelt, es ist wirklich himmlisch.“

### Filmmusik und Veröffentlichung
Die Filmmusik komponierte Gene Back, der Gitarren und Perkussionsinstrumente nutzte, um die Atmosphäre eines modernen Western zu schaffen. Das Soundtrack-Album mit insgesamt 18 Musikstücken wurde Ende März 2022 von Gardener Recordings als Download veröffentlicht.
Der Film sollte Mitte April 2020 im Rahmen des Tribeca Film Festivals seine Weltpremiere feiern. Einen Monat vor Beginn des Festivals wurde dieses aufgrund der COVID-19-Pandemie abgesagt. Dennoch wurde der Film von 15. bis 26. April 2020, dem ursprünglichen Zeitfenster des Festivals, online zur Verfügung gestellt. Ab Ende August 2020 wurde er beim virtuell stattfindenden Outfest Los Angeles, einem LGBTQ+ Film Festival, gezeigt. Im September 2021 wird er beim Prague International Film Festival vorgestellt.

## Rezeption

### Kritiken
Der Film wurde von 92 Prozent aller bei Rotten Tomatoes erfassten Kritiker positiv bewertet. Immer wieder wurde von Kritikern bemerkt, der Film wirke wie eine Hommage an Butch Cassidy and the Sundance Kid.
Jude Dry von IndieWire erklärt, der klassische Western mit seinen Betrachtungen und Beschreibungen einer rauen Männlichkeit sei für Kinder, die mit Geschlechterrollen spielen, schon immer faszinierend gewesen, wenn sie sich der jungenhaften Seite des Spektrums zuwenden wollten. So habe die Outlaw-Buddy-Dynamik in dem Film Butch Cassidy and the Sundance Kid mit Paul Newman und Robert Redford, ein Film, der den Begriff „Butch“ etablierte, und sein tragisches, aber heldenhaftes Ende bei solchen Kindern, die es gewohnt waren, sich allein und unsichtbar zu fühlen, großen Anklang gefunden. Cowboys habe etwas von der Magie dieses Klassikers, so Dry, und sei ein moderner Western. Obwohl Troy zuerst noch scherze, sei der Vater von Joes Coming Out weitgehend unbeeindruckt und nehme ihn sofort zum Einkauf von Flanell-Button-Ups mit. So werde im Verlauf des Films immer klarer, das Joe trotz ihrer beschwerlichen Reise, auf der es manchmal kalt ist und beide hungrig sind, bei seinem Vater auf eine andere Weise sicher ist, vielleicht auf wichtigere Weise.
David Rooney von The Hollywood Reporter schreibt, das Lächeln, das sich über Joes Gesicht ausbreitet, während der Film Detailaufnahmen, wie von einer übergroßen, silbernen Gürtelschnalle aufnimmt, sei wunderschön, ebenso die darauffolgende Szene, als er klassische Cowboy-Kleidung aus All-Denim anprobiert und zufrieden seine Daumen durch seine Gürtelschlaufen zieht. Diese wunderschön beobachteten Momente würden jedes Kind ansprechen, das sich jemals wie ein Außenseiter gefühlt hat, der verzweifelt versucht, Frieden in seiner eigenen Haut zu finden. Weiter bemerkt Rooney die deutlich unterschiedlichen Reaktionen seiner Eltern auf sein Coming-out. Während Troy ihn als Sohn akzeptiere, kämpfe Sally gegen die Hinweise und versuche Joe in strenge soziale Normen zu zwingen, insbesondere durch den vornehmlichen Gebrauch von weiblichen Pronomen. Auch wenn die Handlung letztendlich etwas dünn und stellenweise sogar simpel sei, nennt Rooney die zentrale Idee einer hastig improvisierten „Entführung“ eines liebenden Vaters aus der verzweifelten Bitte eines Kindes heraus, frei zu sein, robust, und die geistige Verbindung zweier missverstandener Außenseiter werde von Steve Zahn und Sasha Knight mit bewegendem Gefühl gespielt. Es sei ein Vergnügen den unterschätzten Zahn in einer Hauptrolle zu sehen.

### Auszeichnungen
Outfest Los Angeles 2020
- Auszeichnung mit dem Grand Jury Prize für die Beste Darstellung – U.S. Narrative (Sasha Knight)[15]

Nashville Film Festival 2020
- Nominierung im Narrative Feature Competition (Anna Kerrigan)[16]

NewFest LGBTQ Film Festival 2020
- Auszeichnung als Bester Spielfilm mit dem Grand Jury Prize (Anna Kerrigan)[17]

Tribeca Film Festival 2020
- Nominierung im Narrative Competition
- Auszeichnung als Bester Schauspieler (Steve Zahn)
- Auszeichnung für das Beste Drehbuch (Anna Kerrigan)[18][19]